# Louis Léonard Gébleux
 (février 2023).
Louis Léonard Gébleux est un céramiste français né le 15 janvier 1861 à Quessy et mort après 1929.

## Biographie

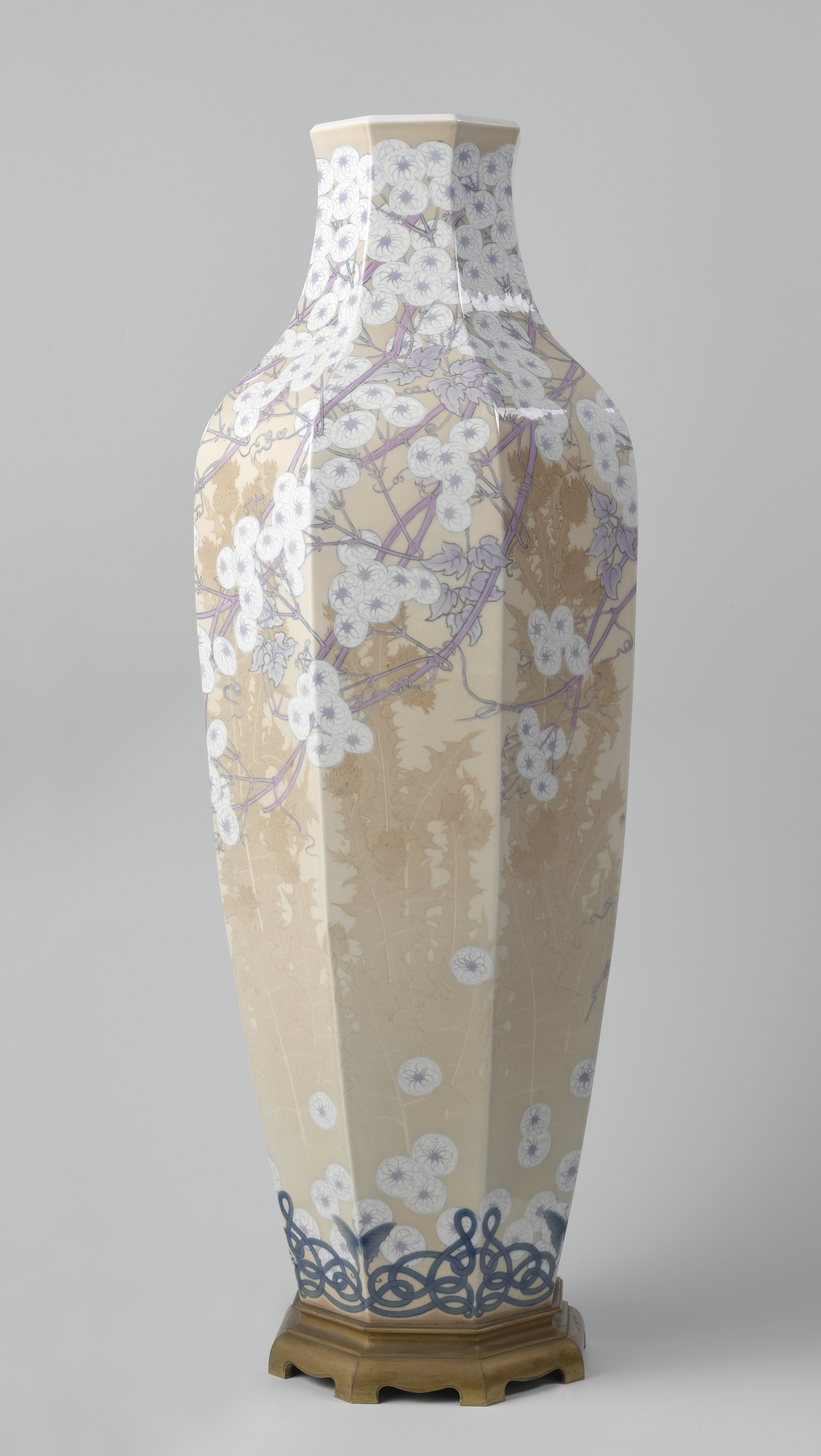
Louis Léonard Gébleux, Vase, 1908, manufacture de Sèvres, Amsterdam, Rijksmuseum.

Louis Léonard Gébleux est né le 15 janvier 1861 à Quessy,. Il devient décorateur à la Manufacture de Sèvres de 1883 à 1919, chef des ateliers de décoration formes et décors de 1920 à 1929.